# 放棄生存症候群
放棄生存症候群（也稱為創傷性戒斷綜合症或創傷性拒絕或遺棄綜合症 ) 是一種導致意識降低狀態的緊張症，1990 年代在瑞典首次被描述。在艱苦而漫長的移民過程中，這種情況主要影響心理創傷的兒童和青少年 

據報導，由於壓力和絕望，年輕人會出現抑鬱症狀，變得孤僻，變得一動不動、說不出話來。在最壞的情況下，孩子們會拒絕任何食物或飲料，而不得不通過餵食管餵食； 這種情況可以持續多年。 恢復會在數月至數年內發生，並且據稱取決於家庭希望的恢復。

## 表現和症狀
受影响的个体（主要是儿童和青少年）首先表现出焦虑和憂鬱的症状（特别是冷漠、嗜睡），然后远离他人并照顾自己。最终他们的情况可能發展成昏迷，即他们停止行走、進食、說話，并且變得大小便失禁。在这个阶段，患者似乎失去知觉，管灌餵食可以维持生命。这种情况可能会持续数月甚至数年。缓解发生在生活环境改善并随后逐渐恢复到看似正常的功能之后。 

## 疾病分類學
放棄生存症候群 (RS) 和普遍拒绝综合症具有共同的特征和病因；然而，前者更明显地与创伤和不利的生活环境有关。两者都不包括在标准的精神病学分类系统中。
普遍拒绝综合症（也称为普遍性唤醒-戒断综合症）已经以多种方式被概念化，包括一种形式的创伤后壓力症候群、习得性无助、“失去内在父母、严重丧失日常生活活动和被父母刻意製造出的疾病，例如父母给孩子下药以增加获得庇护的机会。 
目前诊断标准不明确，发病机制不明，缺乏有效的治疗方法。 

## 成因
放棄生存症候群似乎是难民對於困境创伤的一种非常特殊的反应，其中许多家庭的情況是，已经逃离了本国的危险境地，在他们的新国家等待获得合法许可留，有時候還遭到多次拒绝，或者正經歷多年的上诉。
有神经生物学模型表明，此障礙(症侯群)可能是起因於压倒性的负面期望的影响，直接导致特别脆弱的个体的高功能以及低功能行为系统無法正常運作。 

## 流行病学
它被描述为一种文化束缚综合症，首先在瑞典的前苏联和南斯拉夫国家寻求庇护者的孩子中被發观察到。 在瑞典，自 1990 年代以来，数百名面临被驱逐出境可能性的移民儿童被确诊此疾病。 2003 年至 2005 年间报告了 424 起案件 ，而在 2004 年为儿童提交的所有 6,547 份庇护申请中，有 2.8% 的兒童得到此诊断。

## 顾虑
1. 1 2 3 4  Sallin, Karl; Lagercrantz, Hugo; Evers, Kathinka; Engström, Ingemar; Hjern, Anders; Petrovic, Predrag, , Frontiers in Behavioral Neuroscience, 2016, 10 (7): 7, PMC 4731541 , PMID 26858615, doi:10.3389/fnbeh.2016.00007
2. ↑  Nunn, Kenneth P.; Lask, Bryan; Owen, Isabel. . European Child & Adolescent Psychiatry. March 2014, 23 (3): 163–172. ISSN 1435-165X. PMID 23793559. S2CID 22848353. doi:10.1007/s00787-013-0433-7.
3. ↑  Aviv, Rachel, , The New Yorker, April 3, 2017  [July 24, 2018], （原始内容存档于February 27, 2019）.
4. ↑  . The Economist. 2018-10-24  [2019-07-16]. ISSN 0013-0613. （原始内容存档于2019-07-16）.
5. ↑  Hessle M., Ahmadi N. . Statens Offentliga Utredningar. 2006,. 2006:49  [2019-07-16]. （原始内容存档于2017-09-22）.
6. ↑  Von Folsach, Liv Lyngå; Montgomery, Edith. . Clinical Child Psychology and Psychiatry. July 2006, 11 (3): 457–473. ISSN 1359-1045. PMID 17080781. S2CID 23831348. doi:10.1177/1359104506064988.